# USS PC-1264
USS PC-1264 był amerykańskim ścigaczem okrętów podwodnych typu PC-461, który służył w United States Navy w czasie II wojny światowej. 
Okręt został zbudowany w Morris Heights w stanie Nowy Jork. Wszedł do służby w kwietniu 1944 i był znany z tego że był jednym z dwóch amerykańskich okrętów z czasów II wojny światowej, którego załoga była obsadzona przez Afroamerykanów. Drugim okrętem był niszczyciel eskortowy USS "Mason" (DE-529).
Został wycofany ze służby w 1945 i został przekazany Komisji Morskiej (ang. Maritime Commission) w celu rozdysponowania w marcu 1948. PC-1264 był pierwszym okrętem na który został przydzielony przyszły admirał Samuel Gravely, pierwszy Afroamerykanin, który awansował do tego stopnia.
Szczątki okrętu nadal są widoczne w opuszczonej części portu w Nowym Jorku.